# Arroyo Sauce del Yí
El arroyo Sauce  es un curso de agua uruguayo que atraviesa el departamento de  Florida  perteneciente a la cuenca del Plata.
Nace en la Cuchilla del Rosario, desemboca en el río Yí tras recorrer alrededor de 25 km.